# Matteo Cecchini
Matteo Cecchini (Ancona, 14 ottobre 1990) è un giocatore di beach volley italiano.

## Biografia
Ha debuttato nel circuito professionistico internazionale il 4 ottobre 2011 a Agadir, in Marocco, in coppia con Raffaele Cionna piazzandosi in 41ª posizione. Il 23 agosto 2014 ha ottenuto il suo primo podio in una tappa Europea Cev a Palermo, in Italia, arrivando primo insieme a Paolo Ficosecco.
Ha preso parte all'edizione dei Giochi del mediterraneo di Mersin del 2013 con Paolo Ingrosso, classificandosi al 5º posto.
Ha partecipato a due edizioni delle universiadi a Shenzhen 2011 e Kazan' 2013 e alla finale Mondiale a Stare Jabłonki 2013 con Paolo Ingrosso.
Nel circuito internazionale FIVB World tour, vanta molte partecipazioni dove ha ottenuto come suo miglior piazzamento la 17ª posizione ad Anapa con Paolo Ingrosso.
A livello europeo, vanta un oro con Paolo Ficosecco a Palermo, un argento a Barcellona con Matteo Martino, un 4º posto al satellite di Losanna e un 9º posto agli europei di beach volley di Cagliari in coppia con Matteo Martino.
In Italia vanta un bronzo U21 a Jesolo all'età di 19 anni in coppia con Raffaele Cionna, tre terzi e 11 secondi posti al Campionato italiano  e alla finale di Jesolo con Alex Ranghieri.
In tornei nazionali vanta oltre 30 vittorie con molti atleti.

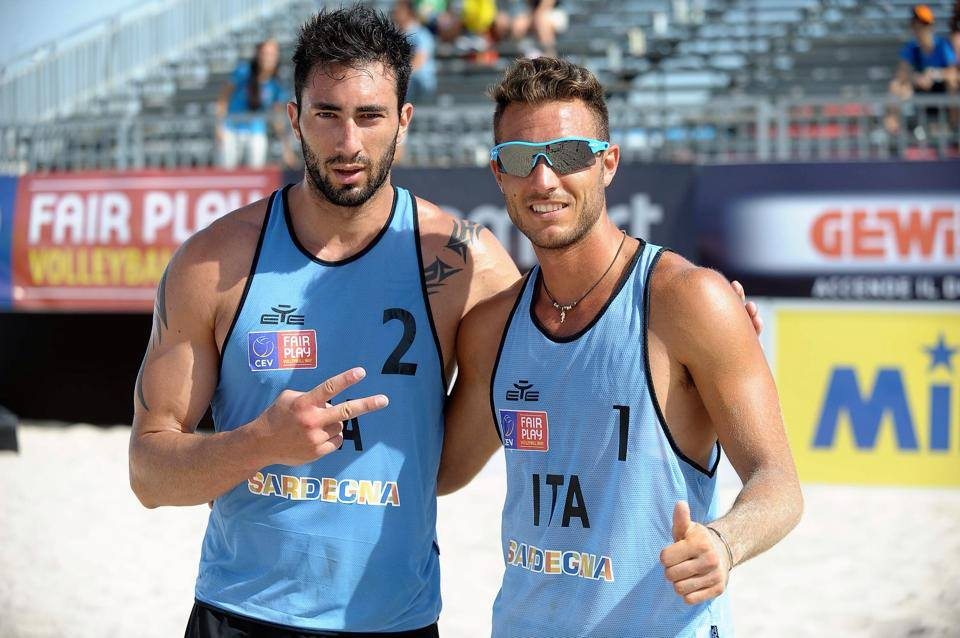
Matteo Cecchini e Matteo Martino